# دون سيمون
دون سيمون هو لاعب كرة القدم الكندية كندي، ولد في 22 سبتمبر 1930 في إدمونتون في كندا، وتوفي في 30 مايو 2013 في كالغاري في كندا.

## وصلات خارجية
- دون سيمون على موقع JustSportsStats.com (الإنجليزية)